# Лобмінгталь
Лобмінгталь (нім. Lobmingtal) — громада  (нім. Gemeinde)  в Австрії, у федеральній землі  Нижня Австрія. До 1 січня 2016 року — Грослобмінг (нім. Großlobming).

Входить до складу округу Мурталь. Населення становить 1,825 осіб (станом на 31 грудня 2015 року). Займає площу 54 км².